# Marjorie Eccles

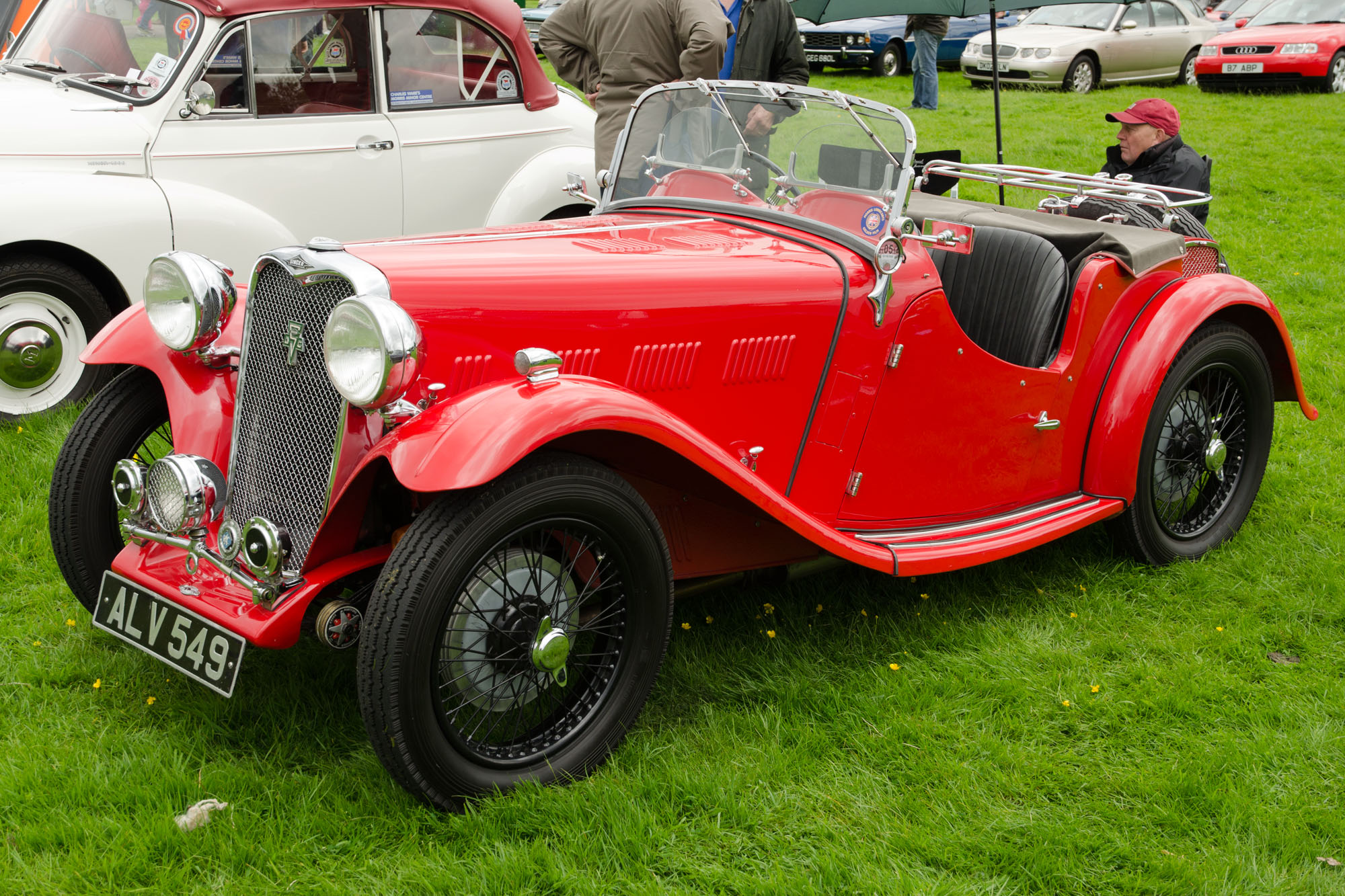
Auf einem Singer Nine Le Mans bestritt Marjorie Eccles 1937 das 24-Stunden-Rennen von Le Mans

Marjorie Jeane Marie „Miss Quick“ Eccles (* 26. März 1910 in Watford; † 6. Dezember 2007 in St Albans) war eine britische Autorennfahrerin.

## Karriere im Motorsport
Marjorie Eccles (geborene Marjorie Jeane Marie Quick) war die Ehefrau von Roy Eccles und gehörte in den 1930er-Jahren zu einer Gruppe junger Frauen, die Fahrzeuge nicht nur im normalen Straßenverkehr, sondern auch auf Rennstrecken fuhren. Mrs. Eccles bestritt Clubrennen im Vereinigten Königreich; sie war 1937 beim 24-Stunden-Rennen von Le Mans am Start. Als Partner von Freddie de Clifford fuhr sie einen Singer 9 Le Mans Replica. Nach einem Zündungsschaden am Wagen musste das Duo das Rennen aufgeben.

## Statistik

### Le-Mans-Ergebnisse
| Jahr | Team         | Fahrzeug                 | Teamkollege         | Platzierung | Ausfallgrund    |
| ---- | ------------ | ------------------------ | ------------------- | ----------- | --------------- |
| 1937 | R. H. Eccles | Singer 9 Le Mans Replica | Freddie de Clifford | Ausfall     | Zündungsschaden |